# 데몬 프론트
데몬 프론트(魔域戰線, Demon Front, デーモンフロント)는 대만에서 2002년에 출시된 오락실 런 앤 건 아케이드 게임이다.

## 등장 인물
- 마야
- 사라
- 제이크
- Dr.J

## 같이 보기
- 메탈슬러그